# Roepie Kruize

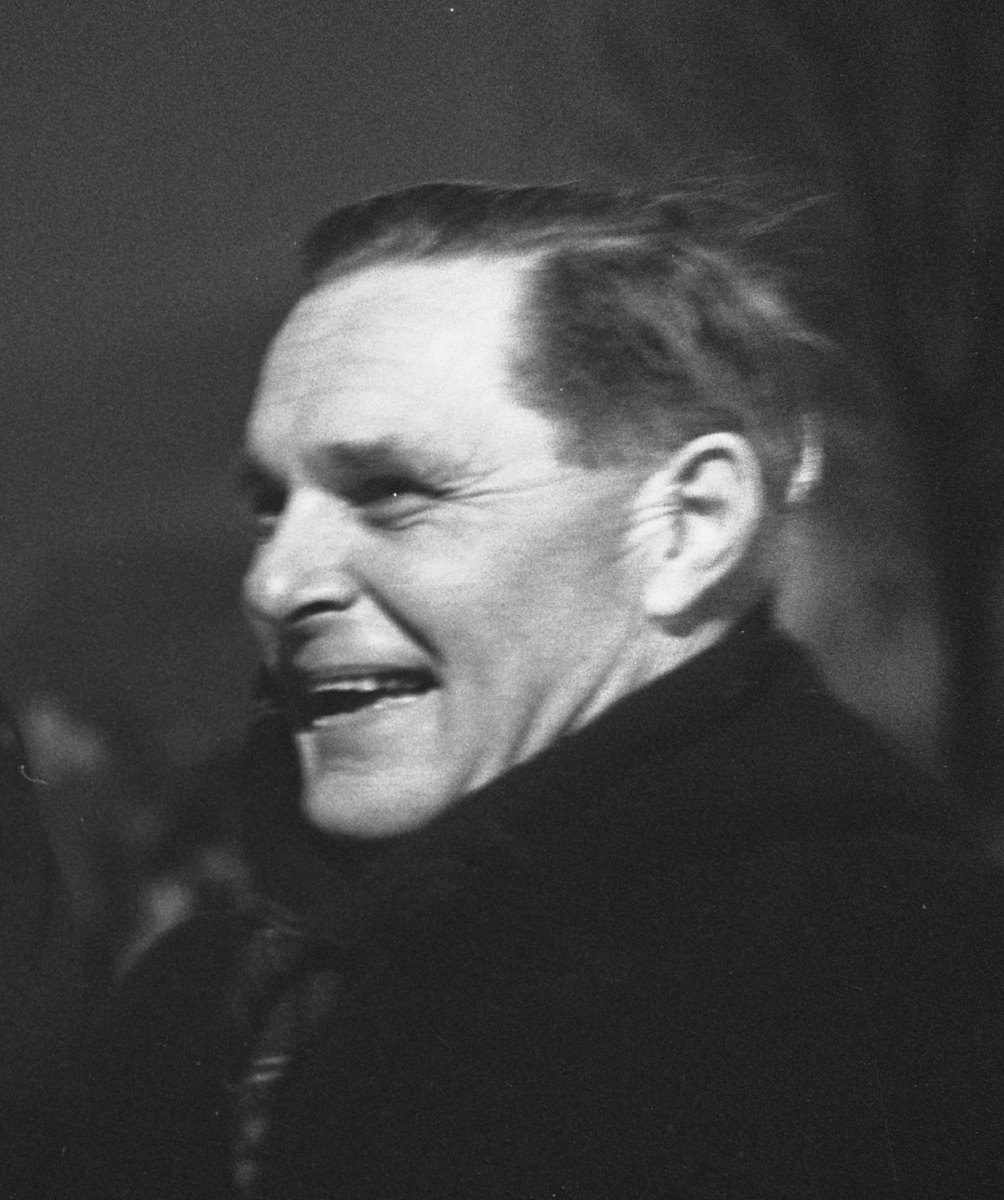
Roepie Kruize (1969)

Jan Hendrik „Roepie“ Kruize (* 18. Januar 1925 in Heemstede; † 14. Februar 1992 in Den Haag) war ein niederländischer Hockeyspieler, der bei den Olympischen Spielen 1948 die Bronzemedaille und bei den Olympischen Spielen 1952 die Silbermedaille gewann.

## Sportliche Karriere
Roepie Kruize spielte als Stürmer für den Laren Mixed Hockey Club und den Haagsche Hockey en IJshockeyclub. Er bestritt 56 Länderspiele in der niederländischen Nationalmannschaft, in denen er 69 Tore erzielte.
Roepie Kruize debütierte 1946 in der Nationalmannschaft und erzielte in seinem ersten Länderspiel ein Tor. In seinem dritten Länderspiel im März 1947 gegen Belgien siegten die Niederländer mit 3:1, Roepie Kruize hatte alle drei Treffer geschossen. 1948 bei den Olympischen Spielen in London belegten die Niederländer in der Vorrunde den zweiten Platz hinter der pakistanischen Mannschaft, wobei Pakistan das Spiel gegen die Niederlande mit 6:1 gewonnen hatte. Im Halbfinale setzte sich die indische Mannschaft gegen die Niederländer durch, die britische Mannschaft besiegte Pakistan. Das erste Spiel um Bronze zwischen den Niederlanden und Pakistan endete 1:1, im Wiederholungsspiel gewannen die Niederländer mit 4:1 und erhielten die Bronzemedaille. Roepie Kruize erzielte sechs Treffer für seine Mannschaft und war damit zweiterfolgreichster Niederländer hinter Piet Bromberg.
1951 gewann die niederländische Nationalmannschaft mit 8:0 gegen die schottische Nationalmannschaft, Roepie Kruize steuerte allein sechs Treffer bei. Bei den Olympischen Spielen 1952 in Helsinki nahmen nur zwölf Mannschaften am Hockeyturnier teil. In der ersten Runde erhielten vier Mannschaften ein Freilos, darunter die Niederländer. Im Viertelfinale besiegten die Niederländer die deutsche Mannschaft mit 1:0. Ebenfalls mit 1:0 endete das Halbfinale gegen die pakistanische Mannschaft. Im Finale unterlagen die Niederländer der indischen Mannschaft mit 1:6. Kruize erzielte in Helsinki keinen Treffer. Im Oktober 1954 wirkte er letztmals in einem Länderspiel mit.
In den späten 1960er Jahren war Roepie Kruize für kurze Zeit niederländischer Nationaltrainer.

## Familie
Die Familie Kruize ist eine der prägendsten Familien im niederländischen Hockey. Sein Sohn Ties Kruize war Weltmeister 1973, 1983 gewannen Ties und Hidde Kruize den Europameistertitel. Roepies dritter Sohn Hans Kruize war 1976 Olympiavierter und 1978 Europameisterschaftszweiter.
Eine Schwester von Roepie Kruize war laut Olympedia niederländische Nationalspielerin. Gerrit Kruize, ein älterer Bruder von Roepie Kruize, wanderte in die Vereinigten Staaten aus und nahm mit deren Nationalmannschaft an den Olympischen Spielen 1956 teil.